# ビン・スエン派

ビン・スエン派の戦闘旗

ビン・スエン派（ベトナム語：Bộ đội Bình Xuyên / 部隊平川）は、ベトナムのコーチシナ一帯において、太平洋戦争（第二次世界大戦）からインドシナ戦争に掛けて権勢を誇ったアウトローの一派。彼らが根拠地としていたメコン・デルタ地方のビンスエン省（当時）からビン・スエン派(またはビン・スエン団)と呼称されている。
命を軽視した残虐ぶりはコーチシナにおける麻薬輸送を独占していたコルシカ・ギャングにすら恐れられた。

## 概説
サイゴン近郊の沼地に拠って武装化し、運河を通航する船から通行税を巻き上げる海賊行為や営利誘拐を行っていたゴロツキ集団が始まりである。ただし、必ずしも河川匪賊であったというわけでもなく頭目の一人だったレ・ヴァン・ヴィエン(1904年 - 1972年)はサイゴンの町に縄張りをもっていた。
彼らが躍進を遂げるのは、1940年代の初期である。このゴロツキたちは元々は当時のフランス植民者が経営するゴム農場で雇われていた農民であった。彼らは奴隷同様に扱われ農場内での死亡率は20%を超えていたとされる。
ナチス・ドイツのフランス侵攻により独仏休戦協定が結ばれ、フランス保護領がドイツ第三帝国の支配下となりドイツの友邦国である日本が親独のヴィシー政権より外交的な譲歩を引き出した結果、日本軍がインドシナへ進駐した。ビン・スエン派は積極的に協力して周旋や治安維持を手掛けるようになった。
日本軍は、最下層の集団であるビン・スエン派が運河を中心にコーチシナ全土に張り巡らせたネットワークの巧緻さに気がつくと積極的にこれを利用しようとする。前述のレ・ヴァン・ヴィエンもここから大親分への道を進むことになる。
日本軍が撤退し第一次インドシナ戦争が勃発すると、フランスはビン・スエン派の資金力と動員力に眼を付け、彼らの阿片取引や賭博行為を黙認する一方で、武器を供与してベトミン（ベトナム独立同盟）と戦わせた。そのため、サイゴンの歓楽街の治安は半ばビンスエン派に牛耳られる格好となってしまった。
1954年のジュネーヴ協定締結後に登場したゴ・ディン・ジエム（呉廷琰）政権と、ジエムを操っていたCIAのエドワード・ランスデールは、ビン・スエン派を排除する政策を採用した。ちなみにフィリピンのフク団壊滅もランスデールの仕事とされる。彼等は1955年頃までに軍事的、経済的にビン・スエン派を壊滅させることに成功した。
この後もビン・スエン派の残党は活発な活動を続け、サイゴンの歓楽街も繁栄を続けてベトナム戦争の終焉まで混沌とした地下社会を形成する。なお、映画『ディア・ハンター』に登場するロシアンルーレット場は存在したとされ、日本人でも数人が見たとする証言がある。